# Tito Mboweni
Tito Titus Mboweni, född 16 mars 1959 i Tzaneen, Limpopo, död 12 oktober 2024 i Johannesburg, var en sydafrikansk politiker och företagsledare. Han var styrelseordförande för den globala gruvföretaget AngloGold Ashanti Limited och internationell rådgivare åt den amerikanska investmentbolaget The Goldman Sachs Group, Inc.:s internationella investmentgren, Goldman Sachs International.
År 1979 påbörjade han en kandidatexamen i handel vid University of the North men avbröt studierna året efter och flydde till Lesotho. Under tiden han levde i exil i Lesotho tog han kandidatexamen i nationalekonomi och statsvetenskap vid National University of Lesotho och gick med i det socialdemokratiska partiet African National Congress (ANC). År 1988 tog han masterexamen i utvecklingsekonomi vid University of East Anglia.
Han innehade flera poster inom partiet och i maj 1994 utsågs han av Sydafrikas president Nelson Mandela till ny arbetsmarknadsminister och var därmed delaktig i landets utveckling efter apartheid–tiden vad avsåg ekonomiska  och arbetsmarknadsrelaterade frågor. I juni 1999 utsågs Thabo Mbeki till ny president efter Mandela och en månad senare blev Mboweni ersatt. I augusti samma år utnämndes han till ny ordförande för Sydafrikas centralbank, South African Reserve Bank. I november 2009 lämnade han posten efter att mandatperioden löpt ut och efterträddes av Gill Marcus.
Den 24 februari 2010 blev han utnämnd som styrelseordförande för gruvföretaget AngloGold Ashanti Limited som prospekterar, bryter och förädlar guld världen över och under juni månad samma år blev han internationell rådgivare åt Goldman Sachs International med specialområde rörande södra Afrika.
I oktober 2018 utsåg president Cyril Ramaphosa Mboweni till finansminister. 5 augusti 2021 avgick han från posten.